# Viš (Bilogora)
Viš  jedan je od najviših vrhova Bilogore.
Visok je 288 m. Nalazi se kod Male Črešnjevice u općini Pitomača u Virovitičko-podravskoj županiji.